# Желєхув Вєлькі (ґміна)
Ґміна Желєхув Вєлькі (пол. Gmina Żelechów Wielki; у 1934—1939 роках) — колишня сільська ґміна Кам'янко-Струмилівського повіту Тернопільського воєводства Польської республіки з адміністративним центром у селі Великий Желехів.
1 серпня 1934 року було створено ґміну Желєхув Вєлькі у Кам'янко-Струмилівському повіті. До неї увійшли сільські громади: Горпін, Ямне, Лодина Нова, Нагорце Мале, Нєслухув, Спас (за винятком присілків Мазярня Спаска і Ланкі), Стрептув, Вирув, Желєхув Мали, Желєхув Вєлькі.
У 1940 році ґміна ліквідована у зв'язку з утворенням Дідилівського району.